# کد قطبی
در تئوری اطلاعات، کد قطبی (به انگلیسی: Polar code)، یک کد بلوکی خطی تصحیح‌کنندۀ خطاست. این کد از راه چندین هم‌پیوستگیِ بازگشتیِ (به انگلیسی: Recursive concatenation) یک کد اصلیِ کوتاه (به‌اصطلاح، هسته) ساخته‌می‌شود، که کانال را به چندین کانال مجازی تبدیل می‌کند. هنگامی‌که تعداد بازگشت‌ها افزایش می‌یابد - که معادل این است که طول کد افزایش می‌یابد - این کانال‌های مجازی، یا قابلیت اطمینان زیاد خواهند داشت (بی‌نویز خواهند شد) یا قابلیت اطمینان کم (کاملاً نویزی خواهند شد). به عبارت دیگر، این کانال‌ها، قطبیده می‌شوند، و بیت‌های داده تنها به قابل‌اطمینان‌ترین کانال‌ها اختصاص می‌یابند.

کدگذاری داده‌ها در کد قطبی.

کد قطبی را، ۲۰۰۹، اِردال آریکان (Erdal Arikan)، استاد مهندسی برق ترک‌تبار دانشگاه بیلکنت ترکیه پیش نهاد.
کد قطبی، نخستین کد با ساختاری مشخص برای کانال‌ متقارنِ گسستۀ بی‌حافظۀ باینری (به انگلیسی: Binary-input discrete memoryless channel) است که به ظرفیت کانال دست می‌یابد.
یک کد قطبی به طول {\displaystyle n}، پیچیدگی کدگذاری (به انگلیسی: Encoding) و کدگشایی (به انگلیسی: Decoding) متوسطی دارد، {\displaystyle O(n\log n)}، که آن را در بسیاری کاربردها جذاب می‌کند.

## کاربردها
کاربرد کد قطبی با محدودیت‌هایی روبروست. نخست آن‌که، این کد وقتی به ظرفیت کانال دست می‌یابد که طول کد، بسیار بزرگ باشد. در مقایسه با کدهای معروف دیگر مانند کد توربو یا کد ال‌دی‌پی‌سی که کاربرد گسترده دارند، و به‌ازای طول کد برابر، کد قطبی ضعیف است.
گرچه عملکرد کد قطبی را می‌توان به‌روش کدگشایی حذف پی‌درپی لیستی (به انگلیسی: Successive cancellation list decoding) بهبود بخشید، کاربرد آن به‌سبب سخت‌بودن پیاده‌سازی تکرارشوندگی کد، هم‌چنان محدود است.
اکتبر ۲۰۱۶، هواوی اعلام کرد که در آزمایش میدانی 5G، با کد قطبی در کدگذاری کانال، به سرعت انتقال داده 27 گیگابیت‌ بر ثانیه رسیده‌است.
پیشرفت‌ها در کد قطبی به‌گونه‌ای بوده‌اند که امروزه عملکرد کد، تقریباً به حد شانون (به انگلیسی: Shannon limit) رسیده‌است. حد شانون، بیشترین نرخ انتقال داده را، برای پهنای باند و سطح نویز معین، به‌دست می‌دهد.
نوامبر ۲۰۱۶، 3GPP، کاربرد کدهای قطبی را در کانال های کنترلی eMBB (پهن‌باند موبایل پیشرفته) برای رابط 5G NR، پذیرفت. 3GPP، هم‌چنین پذیرفت که LDPC، در کانال داده استفاده شود.

## کد کانولوشنالتنظیم‌شده از راه قطبیدگی (PAC)
آریکان، ۲۰۲۰، یک روش کدگذاری قطبی جدید به‌نام کد کانولوشنال تنظیم‌شده از راه قطبش (به انگلیسی: Polarization-adjusted convolutional code, PAC) پیش نهاد. در طول کم، این کد از کد کانولوشنال و کد قطبی معمولی با کدگشایی لیستی به کمک CRC، بهتر عمل می‌کند.